# The Other Side of the Sun
The Other Side of the Sun ist ein Jazzalbum von Sun Ra. Die am 1. November 1978 und am 4. Januar 1979 in den Blue Rock Studios, New York City, entstandenen Aufnahmen erschienen als Langspielplatte 1979 auf Sweet Earth Records, als CD 2001 auf dem italienischen Label Universe.

## Hintergrund
Die Musik auf diesem Album enthält eine Version des Arkestra, das aus sechs Holzbläsern bestand (einschließlich der langjährigen Mitglieder John Gilmore und Marshall Allen), ferner drei Trompetern (einschließlich Michael Ray und Eddie Gale), zwei Posaunisten (mit dem jungen Robin Eubanks), des Waldhorn-Spielers Vincent Chancey, des Gitarristen Dale Williams, drei Bassisten, vier Perkussionisten sowie der Sängerin June Tyson.
Chronologisch lässt sich das Album in der Phase nach der Lanquidity-Session Mitte Juli 1978 einordnen, als das Arkestra in ähnlicher Besetzung zuvor das Album Springtime in Chicago (Leo/Golden Years) eingespielt hatte, anschließend die Alben Song of the Stargazers (Saturn), On Jupiter und schließlich Sleeping Beauty.

## Titelliste
- Sun Ra: The Other Side of the Sun (Universe UV 017)[2]

1. Space Fling 7:37
2. Flamingo (Edmund Anderson, Ted Grouya) 4:44
3. Space Is the Place 9:48
4. The Sunny Side of the Street (Dorothy Fields, Jimmy McHugh) 9:35
5. Manhattan Cocktail 9:54

Wenn nicht anders vermerkt, stammen die Kompositionen von Sun Ra.

## Rezeption
Scott Yanow vergab an das Album in Allmusic vier Sterne und schrieb, das Sun Ra Arkestra würde auf dieser bei einem obskuren kleinen Label erschienenen LP „sowohl vorwärts als auch rückwärts in der Zeit blicken“. Noch zehn Jahre zuvor hätte man sich nicht vorstellen können, dass Ra und seine Männer sich durch „On the Sunny Side of the Street“ tummeln oder [den Klassiker aus dem Repertoire des Duke Ellington Orchestra] „Flamingo“ neu erfinden würden. Allerdings klängen diese Versionen ziemlich originell, und bei „Space Fling“, „Manhattan Cocktail“ und dem Markenzeichen „Space Is the Place“ könne man die Band nicht mit irgendeinem anderen Orchester verwechseln. Dies sei ein anregendes Werk, so das Resümee des Autors.
TJ Gorton (BeatCaffeine) schrieb, dieses Album erinnere ein wenig an die Big-Band-Bop-beeinflussten Sessions der Gruppe in den späten 1950er-Jahren. Abgesehen davon sei die Aufnahme immer noch sehr zukunftsorientiert und enthalte Elemente des futuristischen Sounds der Gruppe. Das Arkestra habe auch neue Interpretationen der klassischen Jazz-Standards „Flamingo“ und „The Sunny Side of the Street“ dargeboten, während es mit dem Allzeit-Jazz-Funk-Klassiker und der ultimativen Sun-Ra-Hymne „Space Is The Place“ einen Schritt in die Zukunft mache. Der Opener „Space Fling“ sei ebenfalls eine solide, Bop-beeinflusste und groovende Nummer mit einer Vielzahl von Bläser-Soli und Melodien.